# Bajt Safafa
Bajt Safafa (hebr. בית צפאפא; arab. بيت صفافا) – osiedle mieszkaniowe w Jerozolimie w Izraelu, znajdujące się na terenie Wschodniej Jerozolimy.

## Położenie
Osiedle leży w południowej części miasta. Na południu znajduje się osiedle Gillo, na zachodzie wioska Szarafat, na północy osiedla Pat i Talpijjot, a na wschodzie  kibuc Ramat Rachel.

## Historia
Najstarsze wzmianki o wsi pochodzą z 1596, i znajdują się w tureckiej księdze podatkowej. Wieś liczyła wówczas 41 gospodarstwa, a mieszkańcy płacili podatki z upraw pszenicy, jęczmienia, oliwek, winogron, cytrusów, oraz hodowli kóz i pszczół.
W wyniku wojny o niepodległość w 1948 wioska została podzielona. Północno-zachodnia część znalazła się pod kontrolą izraelską, natomiast pozostała większa część wioski znalazła się pod okupacją Transjordanii. Podczas wojny sześciodniowej w 1967 wieś została zajęta przez wojska izraelskie i połączona w jedną całość jako osiedle mieszkaniowe Jerozolimy.